# فرانک تیلیه

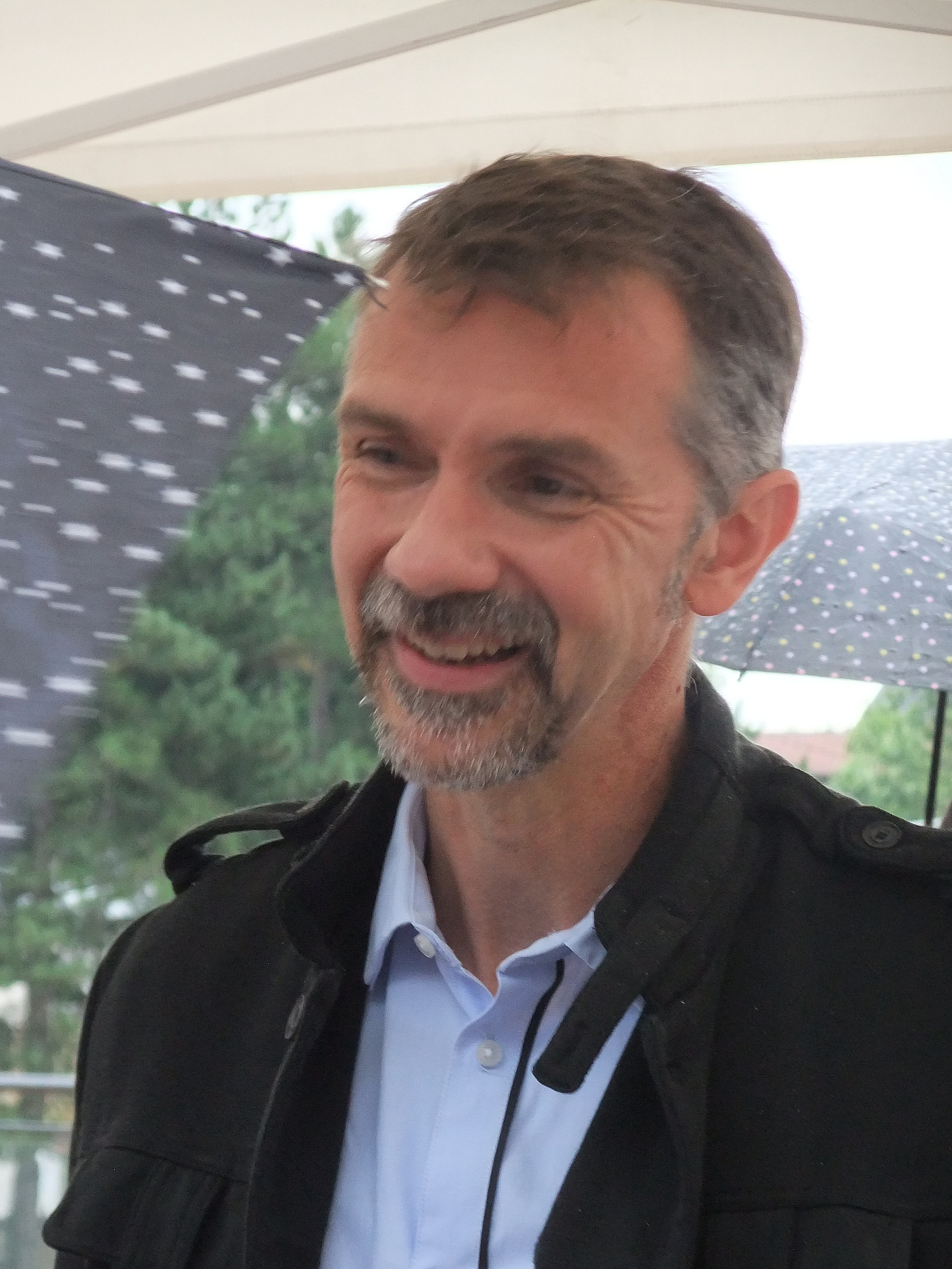
فرانک تیلیه - ۲۰۲۱

فرانک تیلیه (به فرانسوی: Franck Thilliez) نویسندهٔ فرانسوی رمانهای پلیسی، زاده سال ۱۹۷۲ در شهر انُسی است.

## زندگینامه
فرانک تیلیه مهندس کامپیوتر است. او در شهر پا-دو-کاله زندگی می‌کند. نخستین رمان او ترن دوزخ برای فرشتهٔ سرخ در سال ۲۰۰۴ نامزد دریافت جایزه خوانندگان رمانهای پلیسی فرانسه شد. (Prix SNCF du polar)

او نویسنده رمانهای اناق مردگان، سوگواری عسل، جنگل سایه‌ها، خاطره شبح، انگشتر موبیوس و شکستگی است.
پس از موفقیت رمان اتاق مردگان او این فرصت را یافت تا کار کامپوتر را در شرکت سولا ک دانکرک (Sollac Dunkerque) رها کرده و همه وقت خود را صرف نوشتن رمانش "سندروم ای" کند که دراکتبر سال ۲۰۱۰ چاپ شد. این کتاب نخستین بخش از مجموعه‌ای است که به پدیدهٔ خشونت می‌پردازد. بخش دوم آن گاتاگا درآوریل سال۲۰۱۱ انتشار یافت.
او شیفتهٔ فیلمهای دلهره آور مانند هشت میلیمتر ساختهٔ جوئل شوماخر است. بر مبنای کتاب اتاق مردگان فیلمی در سال ۲۰۰۷ توسط آلفرد لو ساخته شد.

## کتابها
- ترن دوزخ برای فرشتهٔ سرخ - ۲۰۰۴
- اتاق مردگان - ۲۰۰۵
- سوگواری عسل - ۲۰۰۶
- جنگل سایه‌ها - ۲۰۰۶
- خاطره شبح - ۲۰۰۷
- انگشتر موبیوس - ۲۰۰۸
- شکستگی - ۲۰۰۹
- سندروم ای - ۲۰۱۰
- گاتاگا - ۲۰۱۱
- سرگیجه - ۲۰۱۱
- اتمکا - ۲۰۱۲
- پازل - ۲۰۱۴